# Makiyamaia
Makiyamaia is een geslacht van weekdieren uit de klasse van de Gastropoda (slakken).

## Soorten
- Makiyamaia coreanica (A. Adams & Reeve, 1850)
- Makiyamaia cornulabrum Kuroda, 1961
- Makiyamaia gravis (Hinds, 1843)
- Makiyamaia mammillata Kuroda, 1961
- Makiyamaia orthopleura (Kilburn, 1983)
- Makiyamaia scalaria (Barnard, 1958)
- Makiyamaia sibogae Shuto, 1970